# Lista krajów największych producentów grusz

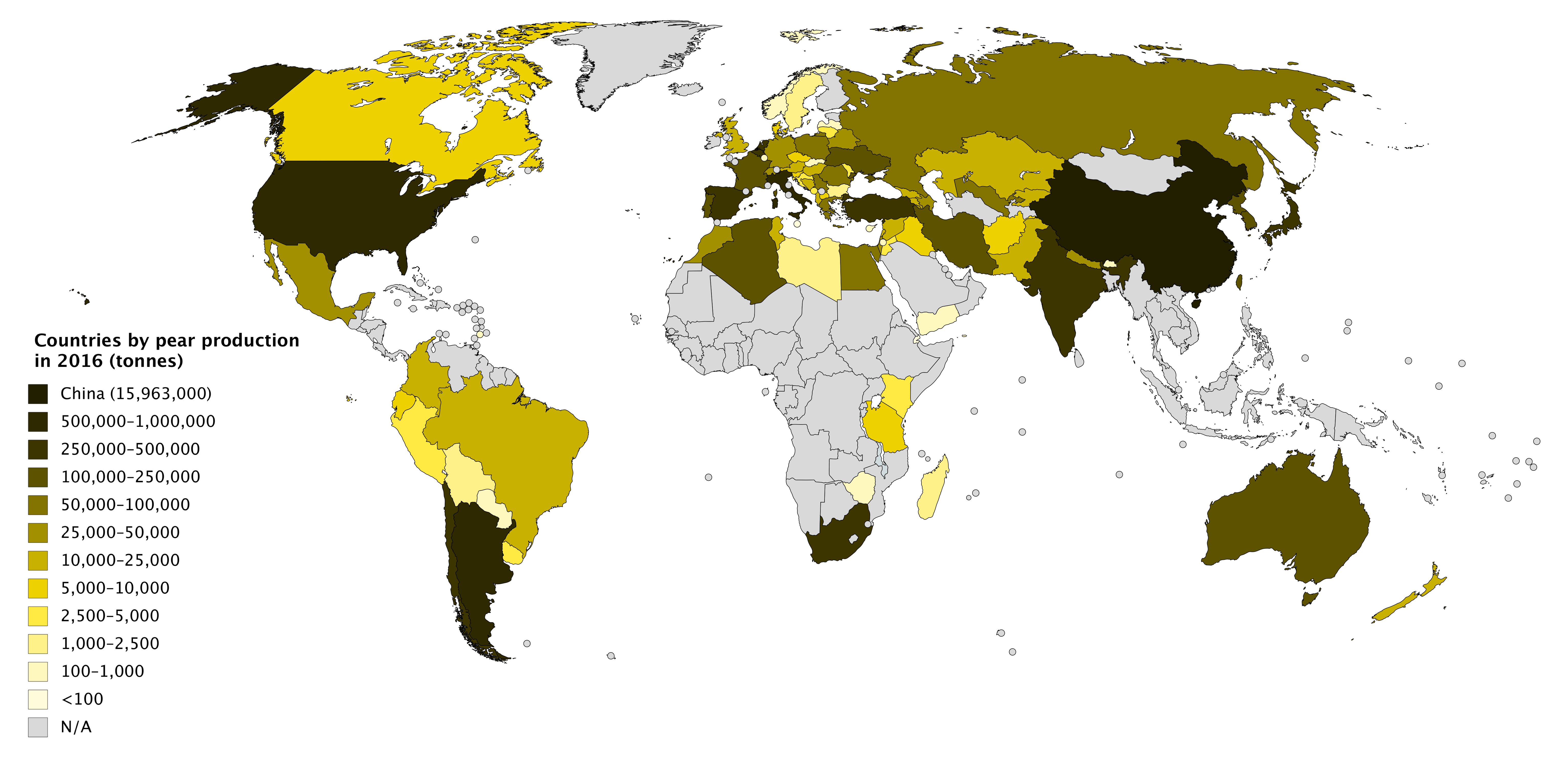
Produkcja gruszek w 2016 roku

Poniższa lista zawiera państwa uporządkowane według wielkości produkcji grusz w 2016 roku na podstawie danych FAO opublikowanych w styczniu 2017 roku. Należy pamiętać, że produkowane na świecie grusze należą do dwóch grup – grusz europejskich pochodzących głównie od Gruszy pospolitej oraz grusz azjatyckich pochodzących głównie od Gruszy chińskiej i nie uprawianych w Polsce, a i w Europie w niewielkim zakresie. Dane statystyczne podawane są jednak dla obu grup łącznie.
| Miejsce | Państwo/region     | Produkcja gruszek (w tonach) |
| ------- | ------------------ | ---------------------------- |
| _       | Produkcja światowa | 41 709 029                   |
| 1       | Chiny              | 20 582 194                   |
| 2       | Kanada             | 4 619 596                    |
| 3       | Rosja              | 2 265 330                    |
| 4       | Stany Zjednoczone  | 1 521 158                    |
| 5       | Indie              | 1 419 366                    |
| 6       | Argentyna          | 962 706                      |
| 7       | Ukraina            | 902 230                      |
| 8       | Włochy             | 741 439                      |
| 9       | Francja            | 668 317                      |
| 10      | Hiszpania          | 567 350                      |
| 11      | Turcja             | 475 169                      |
| 12      | Południowa Afryka  | 433 839                      |
| 13      | Australia          | 416 721                      |
| 14      | Litwa              | 403 121                      |
| 15      | Holandia           | 376 603                      |
| 16      | Etiopia            | 348 145                      |
| 17      | Belgia             | 334 145                      |
| 18      | Niemcy             | 324 825                      |
| 19      | Chile              | 300 940                      |
| 20      | Japonia            | 279 317                      |
| 21      | Iran               | 254 599                      |
| 22      | Korea Południowa   | 238 019                      |
| 23      | Algieria           | 217 927                      |
| 24      | Wielka Brytania    | 212 800                      |
| 25      | Polska             | 177 145                      |
| 26      | Tanzania           | 150 254                      |
| 27      | Korea Północna     | 146 601                      |
| 28      | Portugalia         | 137 805                      |
| 29      | Rumunia            | 131 005                      |
| 30      | Tajwan             | 111 424                      |